# James Foley (persfotograaf)

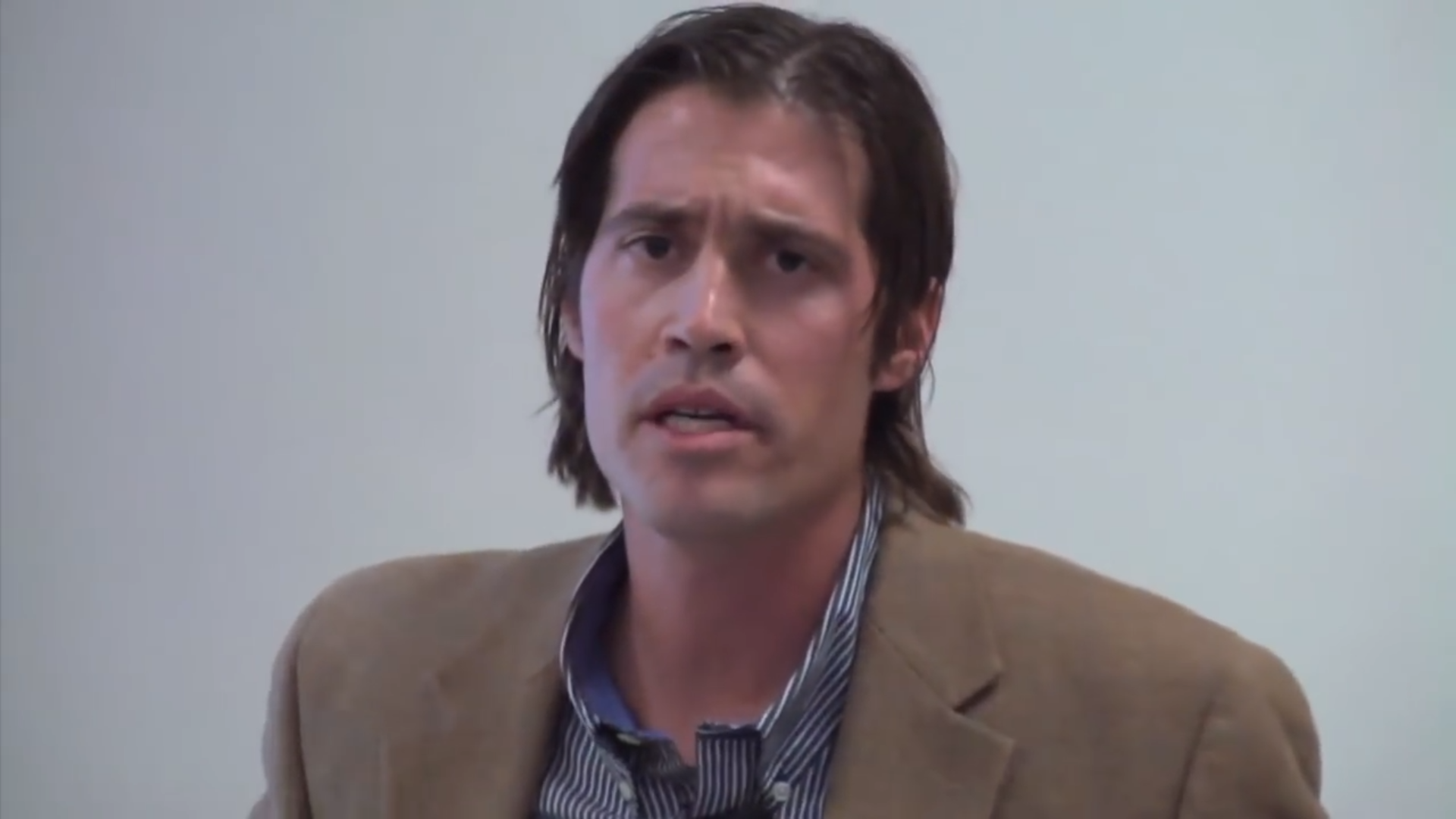
James Foley

James Wright (Jim) Foley (Evanston (Illinois), 18 oktober 1973 – Syrische Woestijn, omtrent 19 augustus 2014) was een Amerikaanse freelance persfotograaf die door de in Syrië en Irak opererende islamistische terreurbeweging Islamitische Staat (afgekort IS) is vermoord.

## Levensloop
Foley was afkomstig uit een katholiek gezin en studeerde af in geschiedenis aan de Marquette University. Vervolgens volgde hij een cursus creatief schrijven aan de University of Massachusetts Amherst en studeerde verder nog journalistiek aan de Northwestern University. Aanvankelijk was hij als leraar werkzaam maar in 2007 stapte hij over naar de fotojournalistiek. In die hoedanigheid werkte hij onder meer voor de Amerikaanse nieuwswebsite GlobalPost en het Franse persbureau Agence France-Presse (AFP). Zijn werkterrein was het Midden-Oosten waar hij in eerste instantie de (burger)oorlogen in Afghanistan, Irak en Libië en later die in Syrië versloeg. Trok hij eerst nog op met het Amerikaanse leger, vanaf de opstand in Libië in 2011 ging hij op eigen houtje op pad.
Foley werd voor het eerst ontvoerd tijdens de Libische opstand in 2011. Samen met drie andere journalisten werd hij in april 2011 nabij de stad Brega door aanhangers van Qadhafi gevangengenomen en na 44 dagen vrijgelaten.
Op 22 november 2012 werd hij op weg naar de Turkse grens in het gouvernement Idlib in het noordwesten van Syrië opnieuw ontvoerd. Eind 2013 waren er onderhandelingen gaande met de ontvoerders die een losgeld van honderd miljoen euro eisten maar deze leverden geen resultaat op. Zowel van de zijde van zijn werkgever (GlobalPost) als de Amerikaanse overheid werden er pogingen ondernomen om hem op te sporen. Alhoewel men wel zijn diverse verblijfplaatsen wist te achterhalen (Foley werd herhaaldelijk naar andere plekken gebracht) was men niet in staat hem te bevrijden. Er werd niets meer van hem vernomen tot zijn ouders op 12 augustus 2014 van IS een e-mail ontvingen waarin zij aangaven Foley om het leven te zullen brengen als vergelding voor de bombardementen van het Amerikaanse leger op haar stellingen in Noord-Irak. Zeven dagen later, op 19 augustus, bracht IS door middel van YouTube een video naar buiten getiteld A Message to America ('een boodschap aan Amerika'), waarin de onthoofding van Foley door een gemaskerde aanhanger van IS is te zien.
Wereldwijd werd er met grote afschuw gereageerd op de onthoofding waaraan een verklaring door Foley alsmede door zijn moordenaar vooraf was gegaan. De moord werd naar later bleek uitgevoerd door Mohammed Emwazi. Hij was bekend onder de naam Jihadi John.

## Nagedachtenis
Te zijner nagedachtenis heeft zijn familie een fonds – het James W. Foley Legacy Fund – opgericht om hulp bij gijzelingen te bieden, bijvoorbeeld aan families van gegijzelden.
De Marquette University, de universiteit waaraan hij studeerde, heeft ter herinnering aan hem voor haar communicatiecollege de James Foley Scholarship ingesteld.